# Hugo Rasch (Politiker)
Hugo Rasch (* 24. Februar 1913 in Bottrop; † 15. September 1960 in Düsseldorf) war ein deutscher Politiker (SPD).

## Leben und Beruf
Nach Volksschulabschluss absolvierte Rasch von 1927 bis 1930 eine Ausbildung im Bauhandwerk. Er bildete sich von 1930 bis 1932 mit Abendlehrgängen fort, besuchte gleichzeitig die Baugewerkschule und arbeitete anschließend bis 1936 als Techniker im Straßen- und Wasserbau. Nach der „Machtübernahme“ der Nationalsozialisten wurde er 1933 aus politischen Gründen verhaftet. Von 1939 bis 1944 nahm er als Soldat am Zweiten Weltkrieg teil und wurde zuletzt schwer verwundet.
Rasch arbeitete von 1946 bis 1949 als technischer Angestellter bei der Stadt Essen. Er schloss sich der Gewerkschaft an und fungierte 1947/48 als Betriebsrat. 1948 wurde er Landesvorsitzender des Reichsbundes der Kriegs- und Zivilbeschädigten, Sozialrentner und Hinterbliebenen in Nordrhein-Westfalen. Seit 1949 war er Organisationsgeschäftsführer des Verbandes auf Bundesebene.

## Partei
Rasch schloss sich 1927 der Sozialistischen Arbeiter-Jugend (SAJ) an und war von 1931 bis zum Verbot der Partei 1933 Mitglied der SPD. 1946 trat er erneut der SPD bei.

## Abgeordneter
Rasch gehörte dem Deutschen Bundestag von 1953 bis zu seinem Tode an. Er war über die Landesliste der SPD Nordrhein-Westfalen ins Parlament eingezogen.

## Sonstiges
Heute ist die Hugo-Rasch-Straße in Oberhausen nach ihm benannt.